# تيم ديكاي
تيم ديكاي (بالإنجليزية: Tim DeKay) مواليد 12 يونيو 1963 في لانسينغ، الولايات المتحدة، هو ممثل أمريكي.

## الأعمال

### أفلام
- سمكة السيف (2001)
- كن ذكيا (2008)

### مسلسلات
| السنة | العمل                             | الدور        |
| ----- | --------------------------------- | ------------ |
| 1996  | ساينفيلد                          | كيفن         |
| 1996  | غريس أندر فاير                    |              |
| 1997  | لاري ساندريس شو                   | غوردون       |
| 1997  | ممسوس بملاك                       |              |
| 1997  | دياجنوسيز: موردر                  |              |
| 1999  | ذا براكتيس                        | جيري غرين    |
| 2002  | آلي مكبيل                         | كيندال ويليس |
| 2002  | فريندز                            | مارك         |
| 2002  | مالكوم في الوسط                   | مات          |
| 2004  | دون أثر                           | جيم كوبر     |
| 2005  | سي اس آي: التحقيق في موقع الجريمة | نيل ماثيوز   |
| 2006  | اسمي إيرل                         |              |
| 2006  | كولد كيس                          | جيف تايلور   |
| 2007  | ذا 4400                           |              |
| 2007  | نمبرز                             |              |
| 2008  | إن سي آي إس                       |              |
| 2008  | سي إس آي: ميامي                   | وليام كامبل  |
| 2009  | سكرابز                            | ريتش هيل     |
| 2011  | تشاك                              |              |
| 2014  | الانتقام                          | لوك غيليام   |
| 2014  | عملاء شيلد                        |              |
| 2017  | لوسيفر                            |              |

## وصلات خارجية
- تيم ديكاي على موقع IMDb (الإنجليزية)
- تيم ديكاي على موقع ألو سيني (الفرنسية)
- تيم ديكاي على موقع أول موفي (الإنجليزية)
- تيم ديكاي على موقع قاعدة بيانات برودواي على الإنترنت (الإنجليزية)
- تيم ديكاي على موقع قاعدة بيانات الأفلام السويدية (السويدية)
- تيم ديكاي على موقع إن إن دي بي (الإنجليزية)
- تيم ديكاي على موقع قاعدة بيانات الفيلم (الإنجليزية)
- تيم ديكاي على موقع كينوبويسك (الروسية)
- الموقع الرسمي